# Нортвест-Гарборкрік (Пенсільванія)
Нортвест-Гарборкрік (англ. Northwest Harborcreek) — переписна місцевість (CDP) в США, в окрузі Ері штату Пенсільванія. Населення — 8772 особи (2020).

## Географія
Нортвест-Гарборкрік розташований за координатами 42°8′54″ пн. ш. 79°59′41″ зх. д. / 42.14833° пн. ш. 79.99472° зх. д. (42.148248, -79.994622).  За даними Бюро перепису населення США в 2010 році переписна місцевість мала площу 12,96 км², з яких 12,96 км² — суходіл та 0,00 км² — водойми.

## Демографія
Згідно з переписом 2010 року, у переписній місцевості мешкало 8949 осіб у 3583 домогосподарствах у складі 2515 родин. Густота населення становила 690 осіб/км².  Було 3727 помешкань (288/км²).
Расовий склад населення:
| - 96,6 % — білих - 1,7 % — чорних або афроамериканців - 0,7 % — азіатів - 0,1 % — корінних американців |

До двох чи більше рас належало 0,6 %. Частка іспаномовних становила 1,3 % від усіх жителів.
За віковим діапазоном населення розподілялося таким чином: 21,0 % — особи молодші 18 років, 60,6 % — особи у віці 18—64 років, 18,4 % — особи у віці 65 років та старші. Медіана віку мешканця становила 45,8 року. На 100 осіб жіночої статі у переписній місцевості припадало 95,2 чоловіків;  на 100 жінок у віці від 18 років та старших — 92,7 чоловіків також старших 18 років.
Середній дохід на одне домашнє господарство  становив 73 685 доларів США (медіана — 61 799), а середній дохід на одну сім'ю — 86 451 долар (медіана — 72 612). Медіана доходів становила 53 698 доларів для чоловіків та 39 667 доларів для жінок. За межею бідності перебувало 5,9 % осіб, у тому числі 1,7 % дітей у віці до 18 років та 5,9 % осіб у віці 65 років та старших.
Цивільне працевлаштоване населення становило 4253 особи. Основні галузі зайнятості: освіта, охорона здоров'я та соціальна допомога — 27,3 %, виробництво — 20,9 %, фінанси, страхування та нерухомість — 11,8 %, мистецтво, розваги та відпочинок — 9,5 %.